# Audi e-tron (Modellbezeichnung)

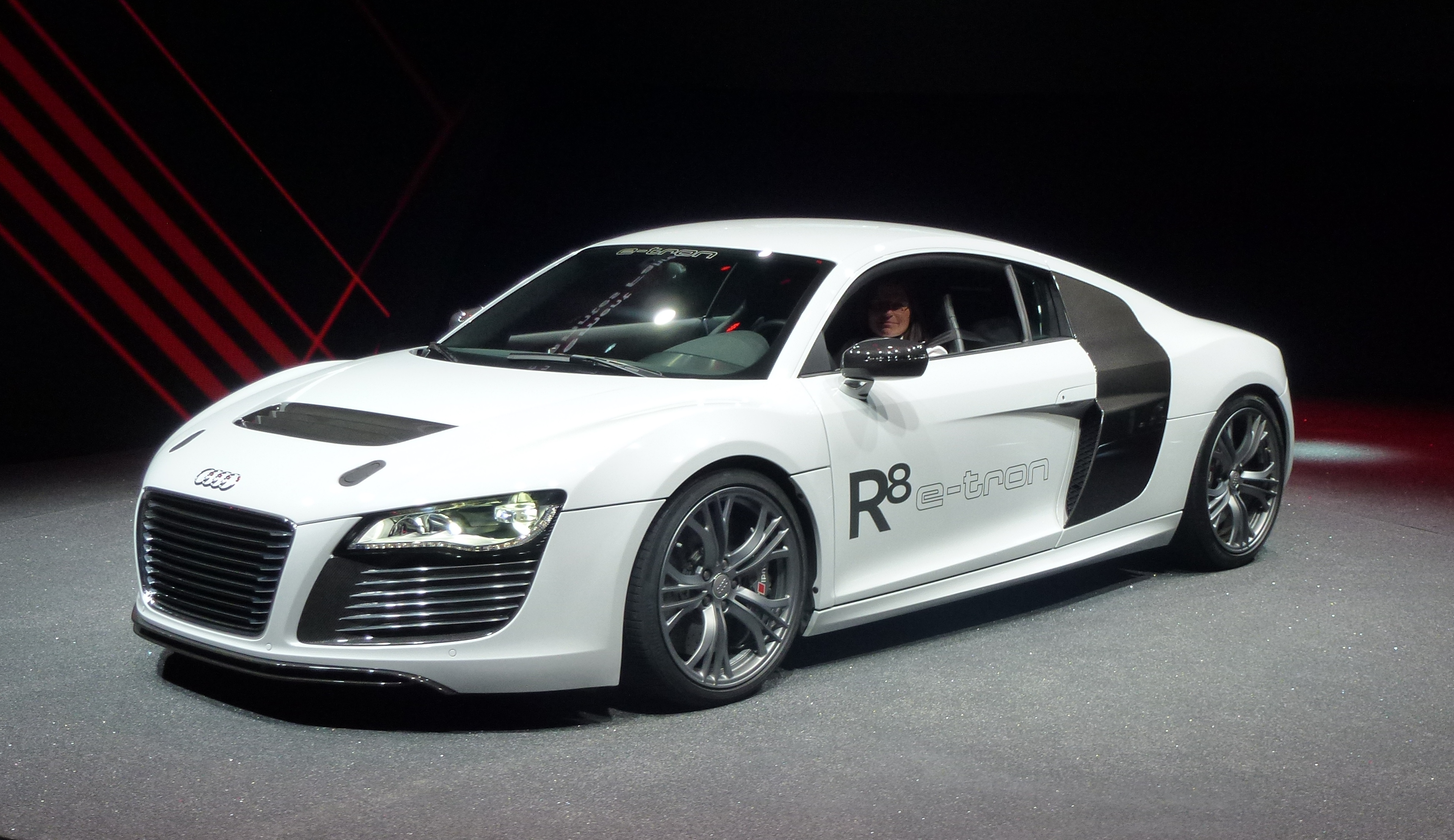
Audi R8 e-tron auf der IAA 2011

Mit dem Begriff e-tron bezeichnet Audi seit 2019 ausschließlich seine Modelle mit rein batterieelektrischem Antrieb. Bis 2019 wurden die ab 2014 in Serie hergestellten Plug-in-Hybridmodelle des Autoherstellers mit e-tron bezeichnet. Das Elektro-Modell E5, das im April 2025 für China gezeigt wurde, wird unter der neuen Submarke AUDI vermarktet und verzichtet auf den Namenszusatz e-tron.

## Geschichte
In den 1950er Jahren begann sich die Auto Union GmbH als Vorgängerunternehmen der heutigen Audi AG mit rein elektrischen Fahrzeugantrieben zu beschäftigen. Beim Akku-betriebenen DKW-Schnelllaster von 1955/56 (ca. 100 Stück gebaut) und dem 1976 in Kleinserie hergestellten Audi 100 (C1) EEP, der ein rollendes Versuchslabor war, ergaben sich zwar geringere Fahrkosten pro Kilometer gegenüber den Varianten mit Verbrennungsmotoren, aber noch zu hohe Betriebskosten insgesamt.
Die Bezeichnung e-tron wurde zunächst nur für Konzeptfahrzeuge verwendet. Ab 2014 wurde sie auch in der Serie für Hybridfahrzeuge genutzt. 2009 stellte Audi mit dem Showcar Audi-e-tron erstmals eine rein elektrische Konzeptfahrzeugvariante vor. Das Konzeptfahrzeug des Audi e-tron quattro wurde 2015 auf der IAA präsentiert. Ab 2018 wurde mit dem Audi e-tron (GE) das erste rein elektrisch angetriebene Modell in Großserie gefertigt. Im gleichen Jahr stellte Audi das Konzeptauto des Audi e-tron GT auf der Los Angeles Auto Show vor. Auf dem Genfer Auto-Salon stellte Audi 2019 das Konzeptfahrzeug Audi Q4 e-tron vor. Im gleichen Jahr entschied Audi, die Bezeichnung e-tron nur noch für rein elektrisch angetriebene Modelle zu verwenden.

## Fahrzeuge
Von 2018 an brachte Audi drei rein elektrisch angetriebene Modelle mit dem Kürzel e-tron auf den Markt. Im Oktober 2019 kündigte Audi an, bis 2025 20 rein elektrisch angetriebene Modelle auf den Markt zu bringen.

### Aktuelle und künftige Serienfahrzeuge
| Bauzeit   | Baureihe                      | Anmerkung | Bild |
| --------- | ----------------------------- | --- | ---- |
| 2018–2025 | Audi Q8 e-tron                | Das erste in Serie gebaute Elektroauto der Marke wurde im September 2018 als Audi e-tron in San Francisco vorgestellt und wurde bis 2025 im CO2-neutralen Audi-Werk Brüssel hergestellt. Ab September 2020 war auch eine S-Version des Fahrzeugs mit 3 Asynchronmaschinen erhältlich. Mit dem Facelift im November 2022 wurde die Baureihe in Audi Q8 e-tron umbenannt. |      |
| 2019–2024 | Audi Q2L e-tron (GA)          | Dies ist ein Elektroauto, welches bislang nur für den chinesischen Markt angeboten wird. Produziert wird es bei FAW-Volkswagen in Foshan. |      |
| 2019–2025 | Audi Q8 e-tron Sportback      | Das SUV-Coupé basiert auf dem Audi e-tron (GE) und wurde zusammen diesem im Werk in Brüssel hergestellt. Es wurde am 19. November 2019 auf der Los Angeles Auto Show präsentiert. Ab September 2020 war auch eine S-Version des Fahrzeugs mit 3 Asynchronmaschinen erhältlich.                                                                                          |      |
| seit 2020 | Audi e-tron GT (FW)           | Das viersitzige Coupé wird seit Ende 2020 bei Audi Sport in der zum Standort Neckarsulm gehörenden Sportwagenmanufaktur Böllinger Höfe, CO2-neutral hergestellt. Der e-tron GT ist auch als RS e-tron GT mit einer Leistung von 646 PS erhältlich. |      |
| seit 2021 | Audi Q4 e-tron (FZ)           | Das SUV ist das fünfte rein elektrisch angetriebene Modell. Gefertigt wird der Q4 e-tron CO2-neutral bei Volkswagen in Zwickau. |      |
| seit 2021 | Audi Q4 Sportback e-tron (FZ) | Das SUV-Coupé basiert auf dem Audi Q4 e-tron concept und soll CO2-neutral bei Volkswagen in Zwickau gefertigt werden. |      |
| seit 2022 | Audi Q5 e-tron                | Das SUV basiert wie das Schwestermodell VW ID.6 auf dem MEB und ist ausschließlich für China vorgesehen. Im Innenraum ist der Q5 e-tron an den Q4 e-tron angelehnt. |      |
| seit 2024 | Audi Q6 e-tron                | Das SUV ist ein Schwestermodell zum Porsche Macan (Typ XAB). Beide basieren auf der Premium Platform Electric. |      |
| seit 2024 | Audi Q6 Sportback e-tron      | Version des Q6 e-tron mit flacher auslaufendem Dach. |      |
| seit 2024 | Audi A6 e-tron                | Modell der oberen Mittelklasse. Basiert auch auf der Premium Platform Electric. |      |

### Ehemalige Serienfahrzeuge
| Bauzeit | Baureihe            | Anmerkung | Bild |
| ------- | ------------------- | --- | ---- |
| 2016    | Audi R8 e-tron (4S) | Der Audi R8 e-tron wurde im Jahr 2016 in der Sportwagenmanufaktur Böllinger Höfe bei Audi Sport in Heilbronn gebaut. |      |

### Konzeptfahrzeuge

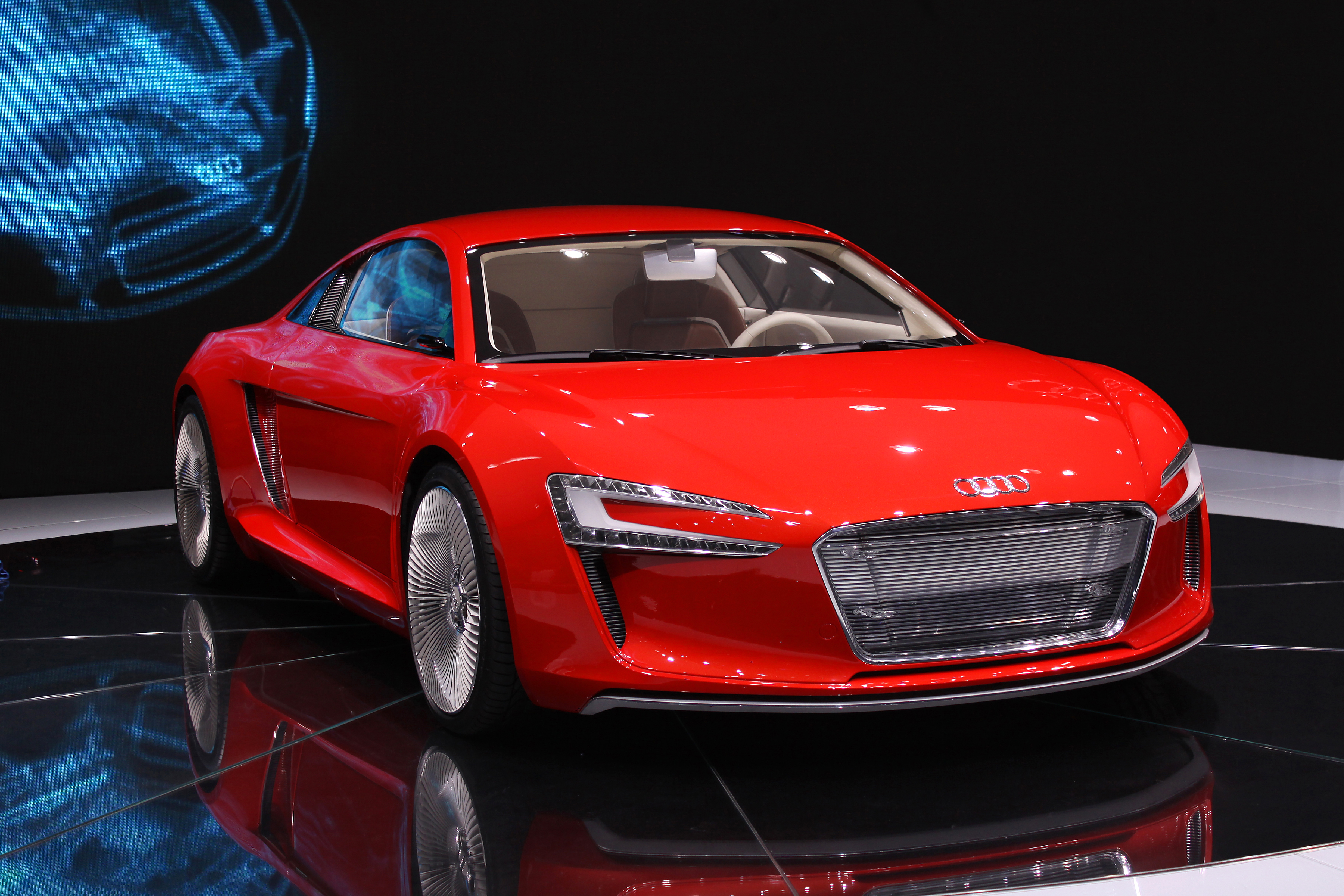
Audi e-tron (2009)
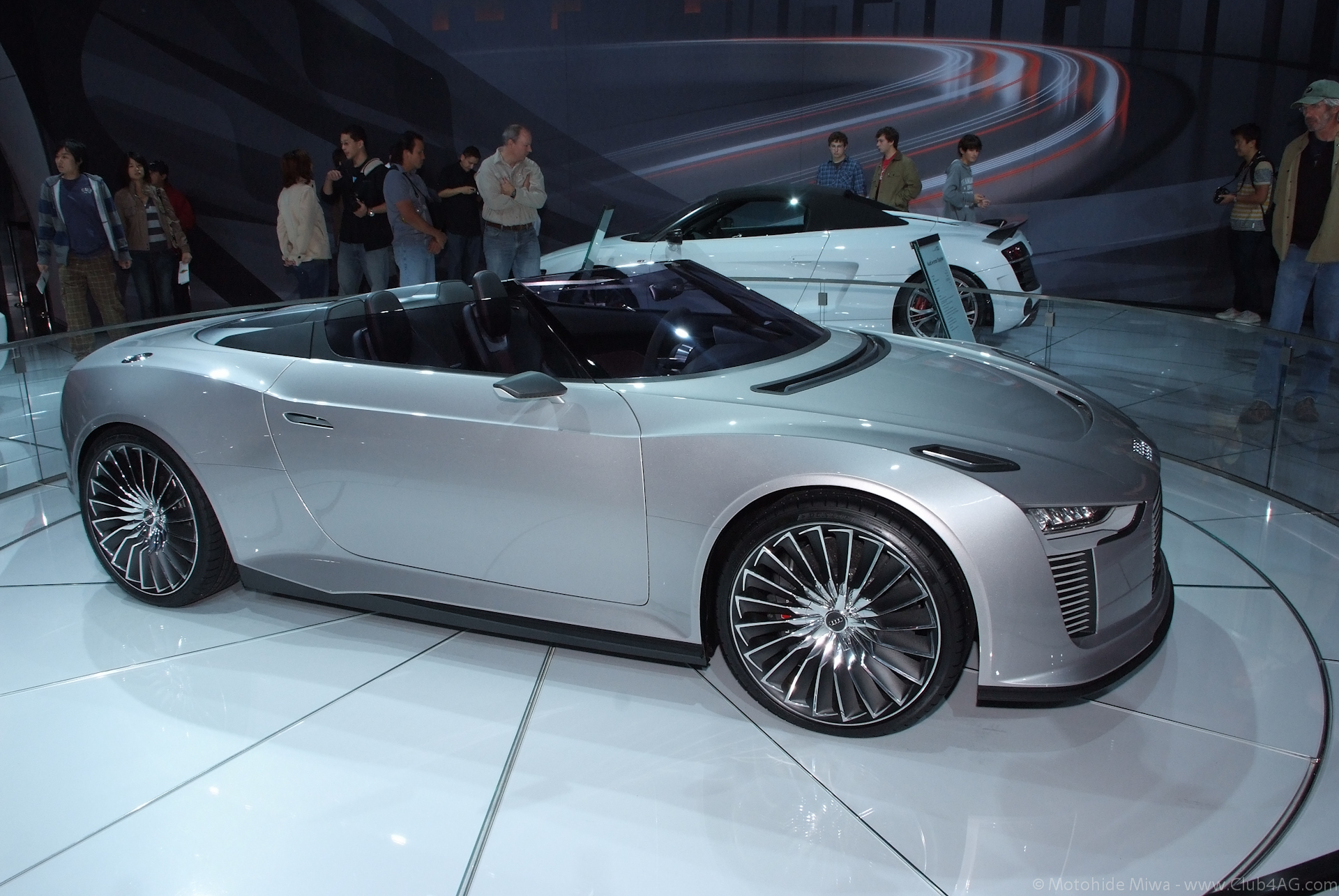
Audi e-tron „Spyder“ (2010)
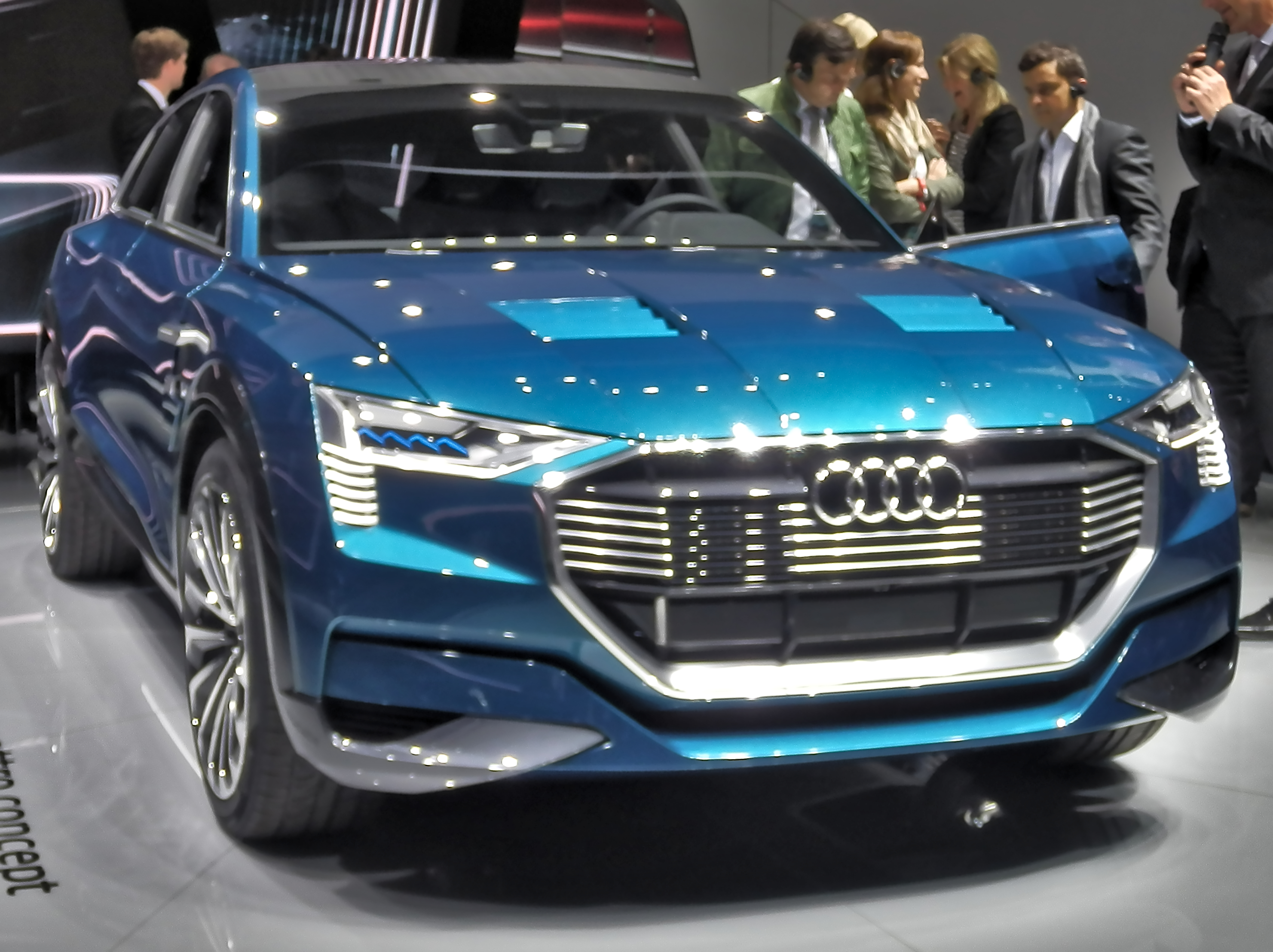
Audi e-tron quattro concept (2015)
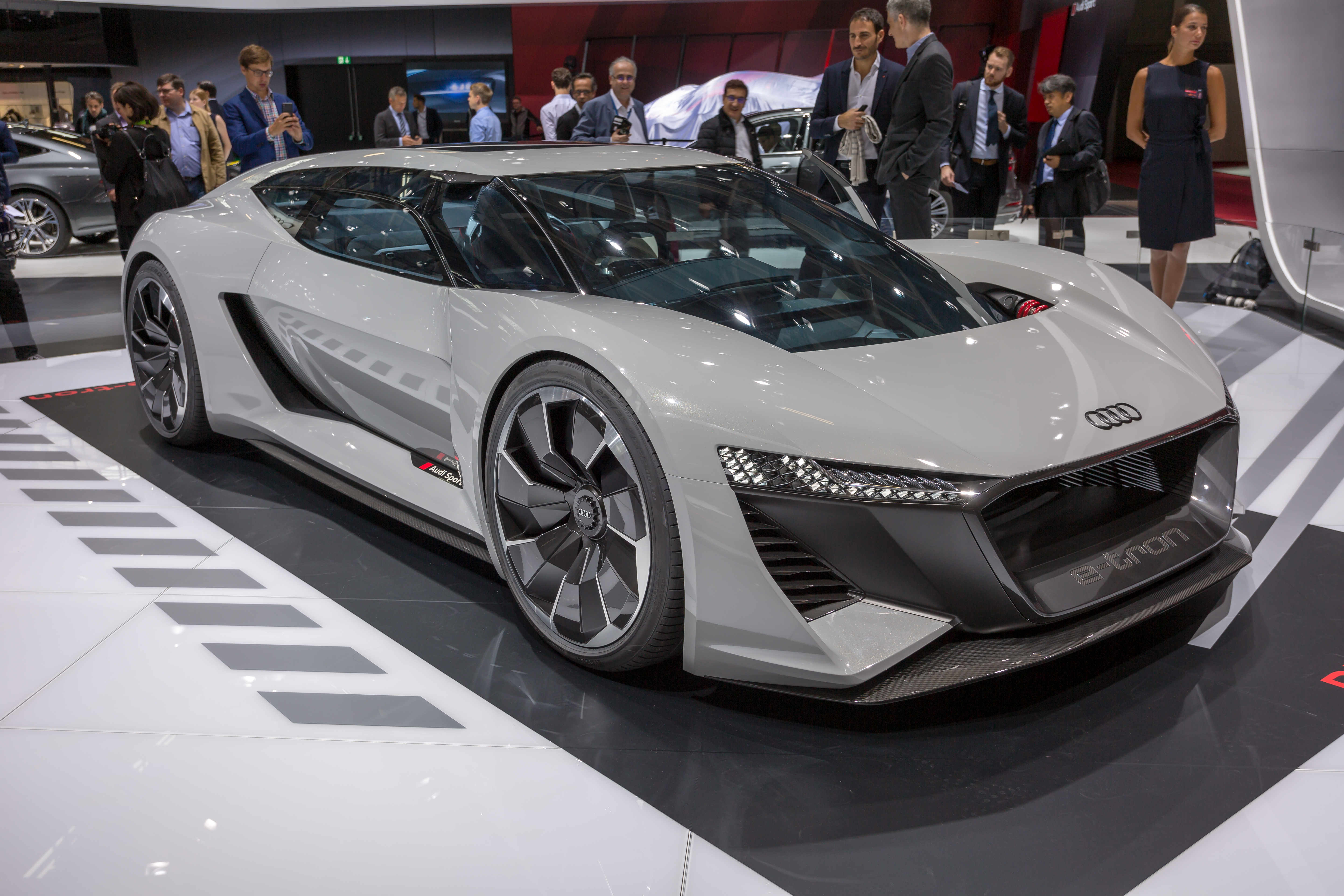
Audi AI:RACE (2018) (vormals: PB18 e-tron)
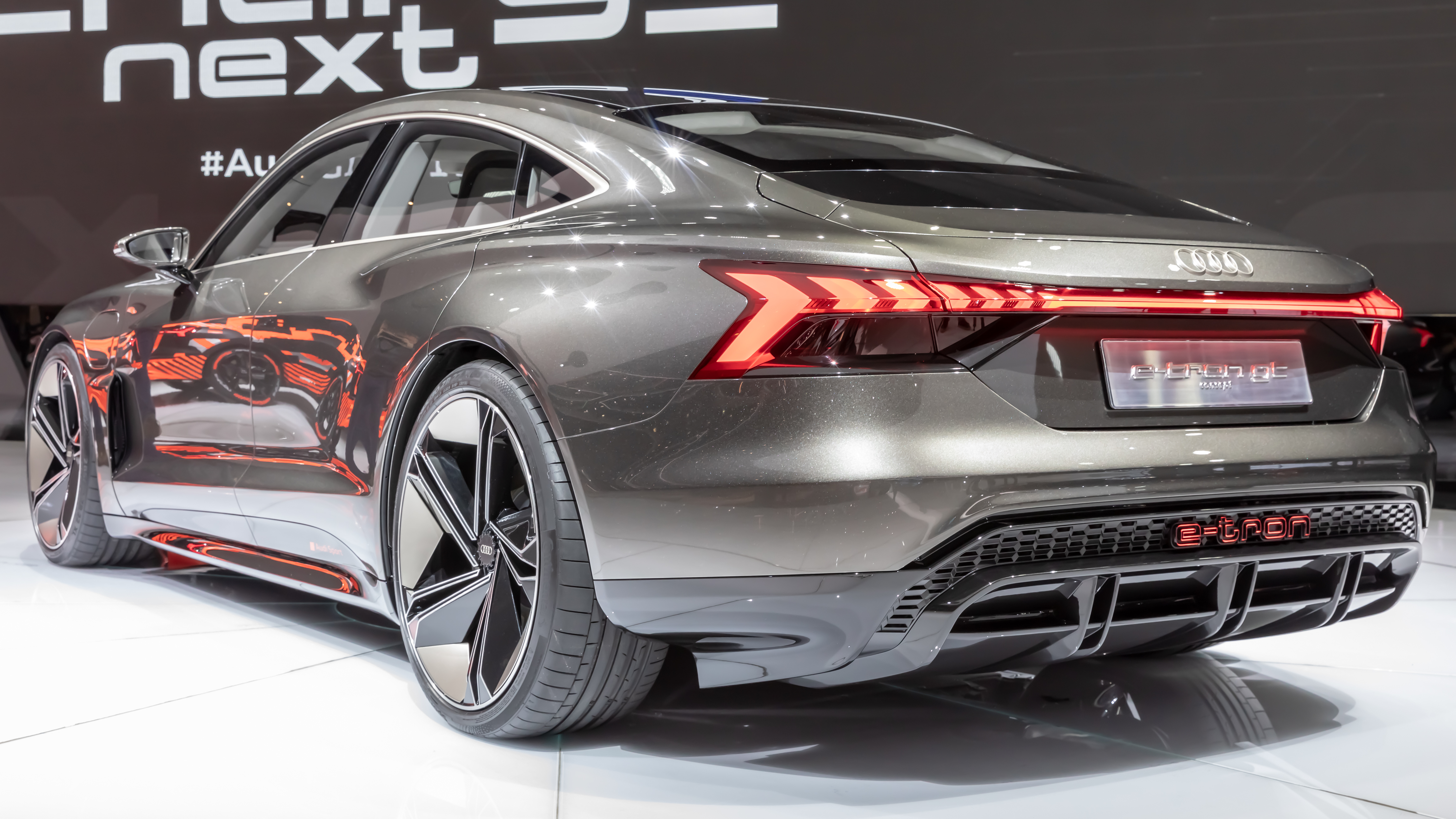
Audi e-tron GT concept (2018)
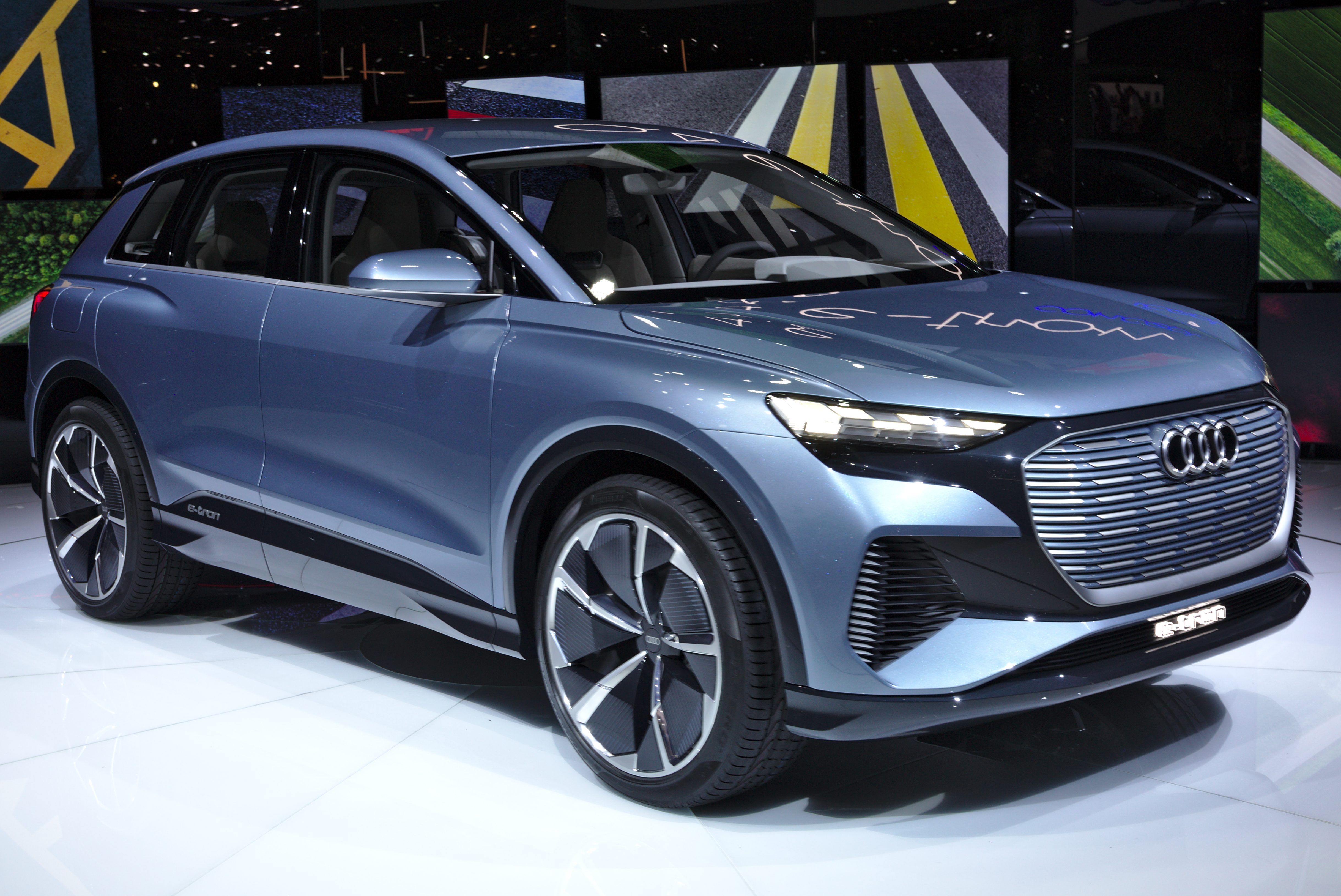
Audi Q4 e-tron concept (2019)
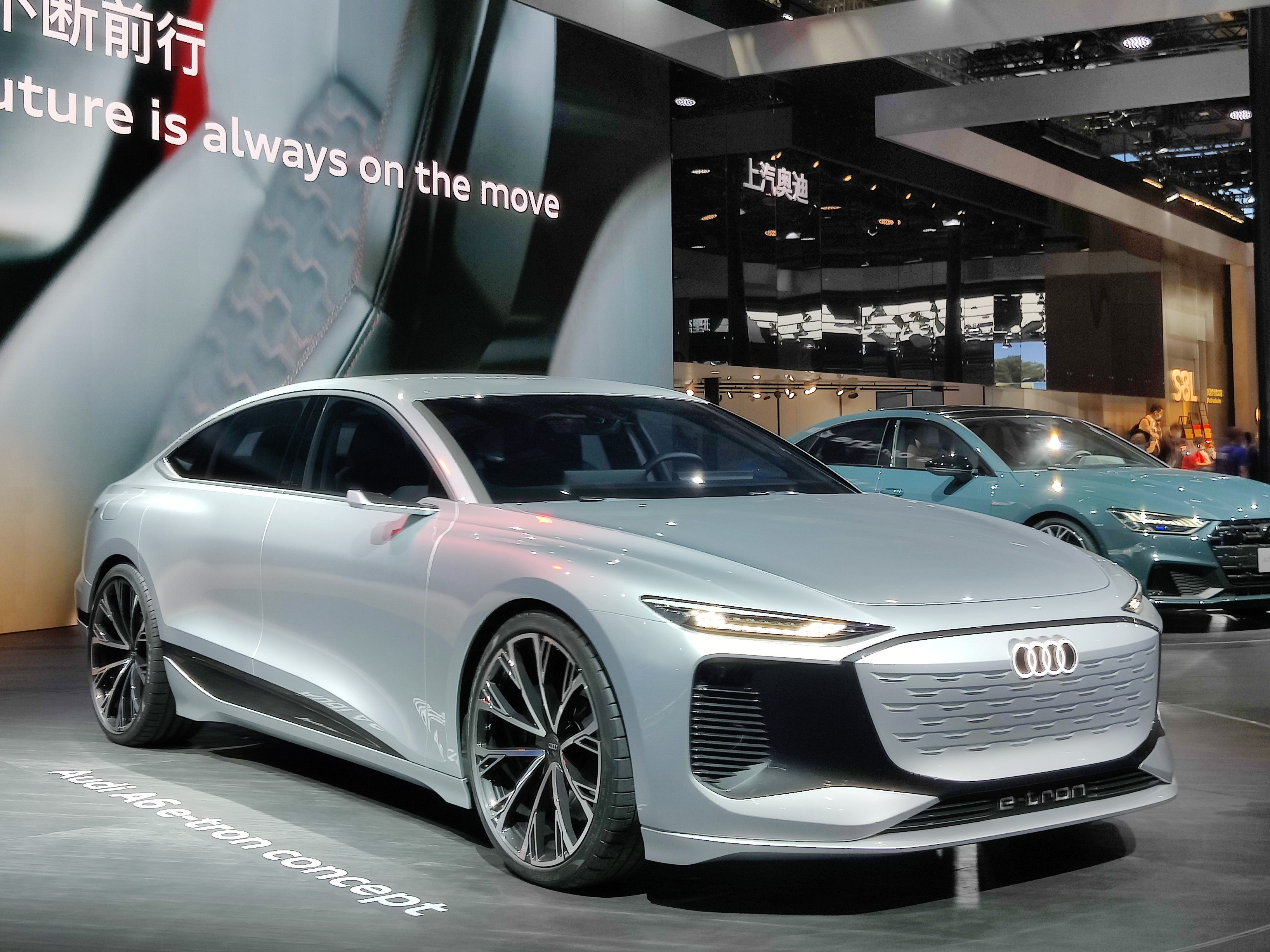
Audi A6 e-tron concept (2021)

- Audi e-tron (Showcar): Ein 2009 auf der IAA in Frankfurt als Showcar vorgestellter Hochleistungssportwagen; ein reines Elektroauto mit vier Einzelradmotoren.[7]
- Audi e-tron „Detroit“: Eine 2010 auf der NAIAS in Detroit vorgestellte, leicht modifizierte Version des Frankfurt-Showcars; Antriebskonzept ähnlich wie Frankfurt, jedoch nur Hinterräder angetrieben und etwas weniger Leistung.[21]
- Audi A2 e-tron: 2011 vorgestelltes Konzeptfahrzeug eines neuen Audi A2 mit reinem Elektroantrieb.[22]
- Audi R8 e-tron: Elektrovariante des Audi R8 42 mit reinem Elektroantrieb, bestehend aus zwei Elektromotoren mit zusammen 280 kW (381 PS) und 820 Nm Drehmoment. Das Fahrzeug sollte laut Ankündigung Ende 2012 in Serie gehen. Im Oktober 2012 zog Audi den Marktstart zurück. Die Automobilpresse berichtete, dass die Reichweite als zu gering eingestuft wurde.[23] Die Kleinserienversion kam dann mit einer Reichweite von 450 km.[24]
- Audi e-tron quattro concept: IAA 2015, 95 kWh, ein SUV zwischen Q5 und Q7.[8]
- Audi e-tron sportback concept: wie e-tron quattro, aber Karosserie geändert zum SUV-Coupé.[25]
- Audi AI:RACE (vormals: PB18 e-tron): Sportwagen von der Pebble Beach Automotive Week 2018.[26]
- Audi e-tron GT concept: Los Angeles Motor Show Concept Car als Ausblick auf ein batterieelektrisches Sport-Serienfahrzeug, das Teile der Taycan-Plattform nutzt und ab etwa 2020 in Neckarsulm von der Audi Sport GmbH gebaut wird.[10]
- Audi Q4 e-tron concept: Genfer Auto-Salon 2019, basierend auf der MEB-Elektro-Plattform des Volkswagen-Konzerns. Kommt 2021 auf den Markt.[11]
- Audi A6 e-tron concept: Auto Shanghai 2021, basierend auf der PPE-Plattform. Soll 2023 auf den Markt kommen.[27]
- Audi Concept Shanghai: Auto Shanghai 2021, Serienversion wird in der zweiten Jahreshälfte 2021 enthüllt und soll nur in China erhältlich sein.[27]

## Trivia
Im Film Iron Man 3 von 2013 fährt Tony Stark einen Audi R8 e-tron. Der Audi e-tron GT concept und der Audi e-tron Sportback concept sind in Avengers: Endgame zu sehen. Den Audi e-tron GT concept sieht man zudem in Spider Man: Far from home. Für den animierten Film Spione Undercover – Eine wilde Verwandlung konzipierte Audi den RSQ e-tron. Er ist das erste Konzeptfahrzeug von Audi, das exklusiv für einen Animationsfilm entstand.
Der Name e-tron erinnert an das französische Wort „étron“, das übersetzt „Kot(-haufen)“ bedeutet.